# Bundesamt für Landestopografie

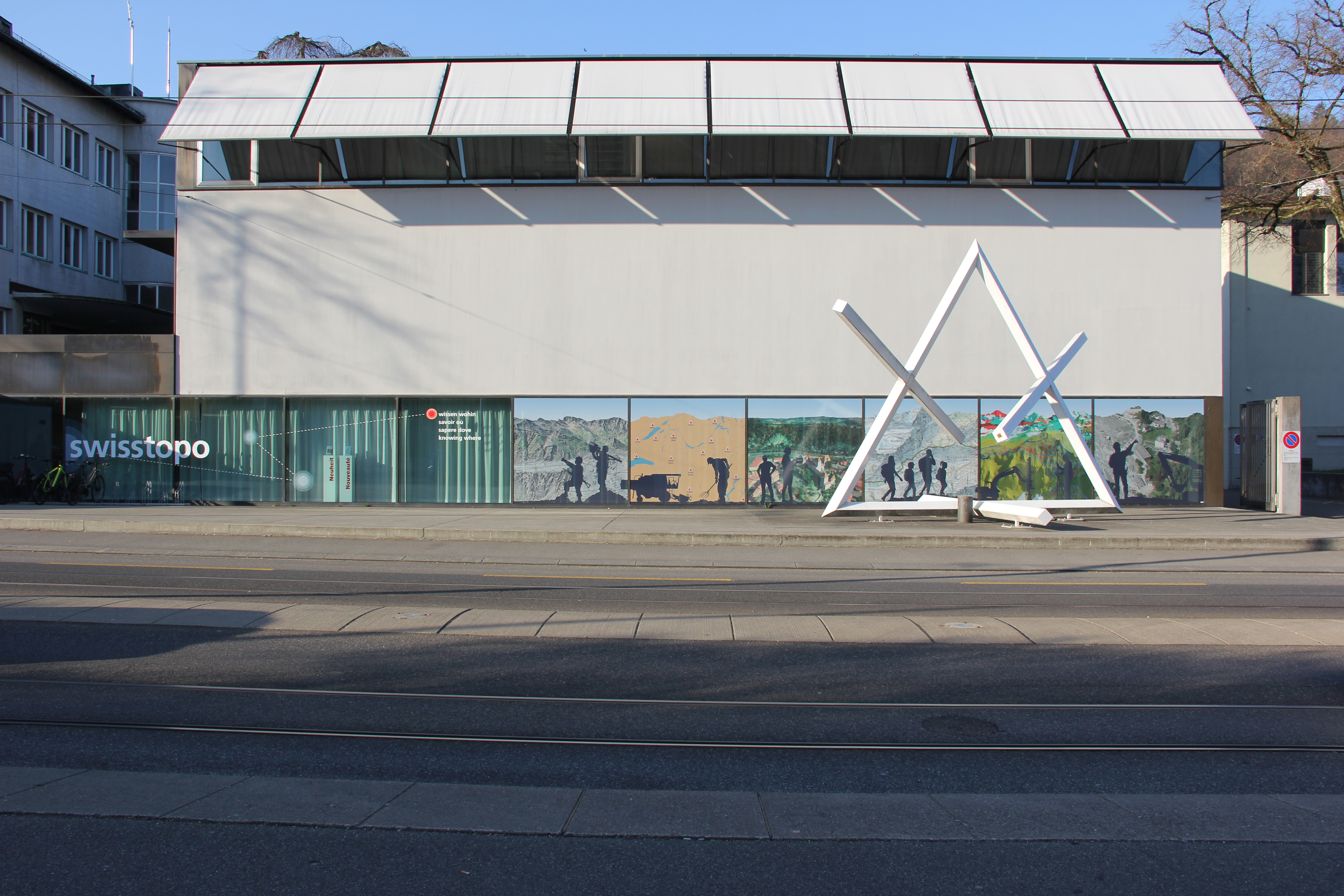
Swisstopo in Wabern

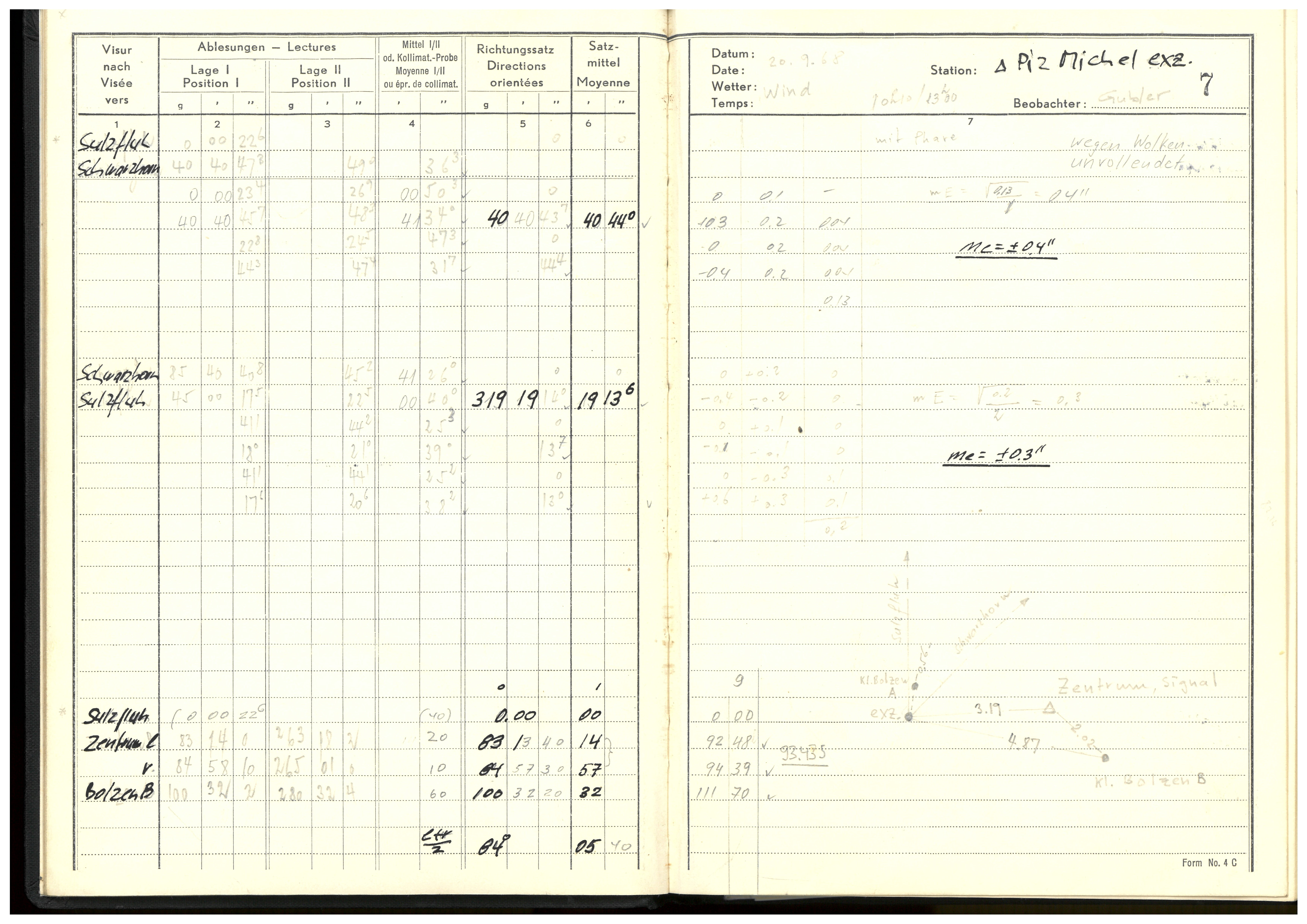
Feldbuch 1968: Landschaftsbild in Zahlen, aber noch nicht digital

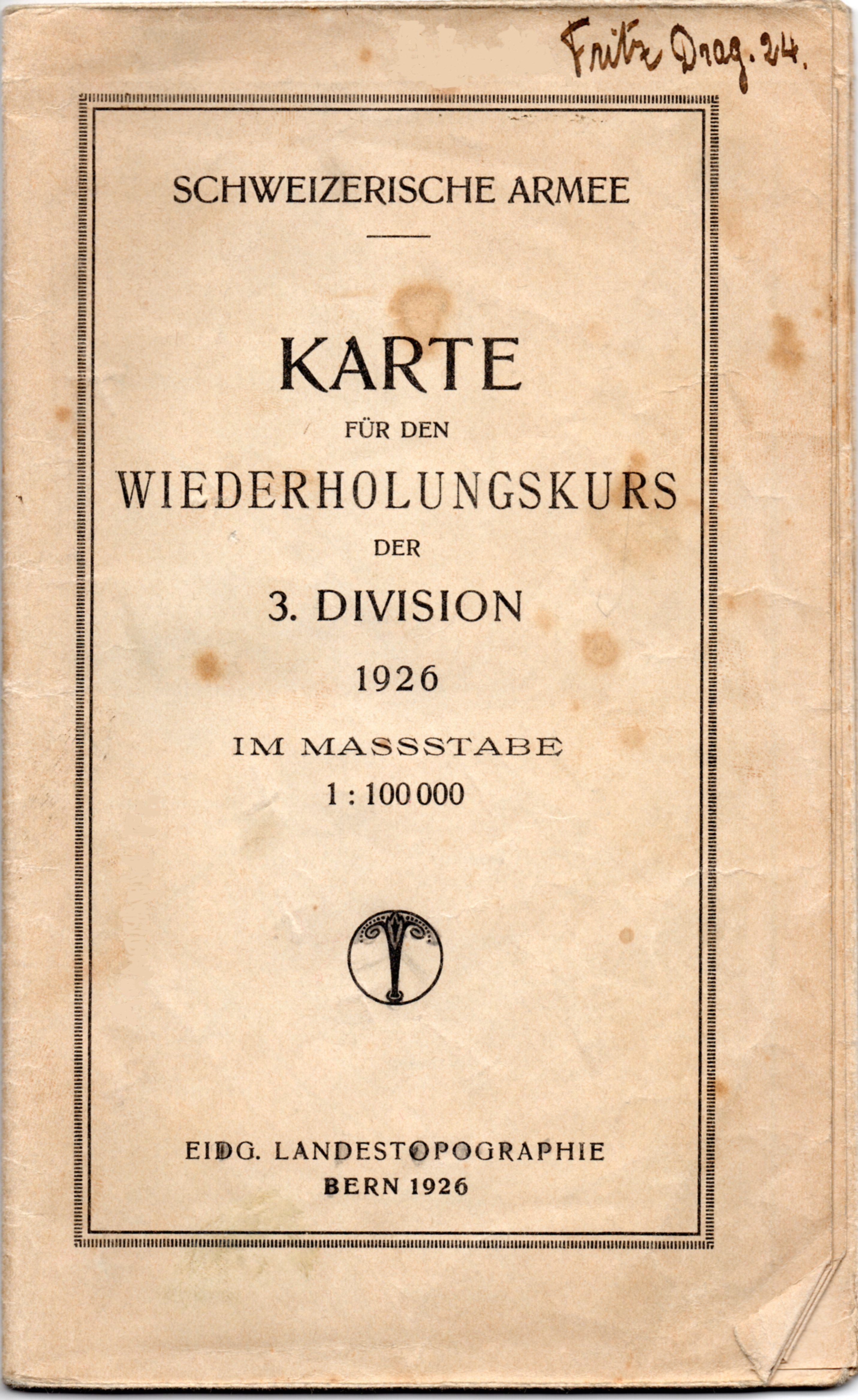
Für die Armee hergestellte Karte

Das Bundesamt für Landestopografie (französisch Office fédéral de topographie, italienisch Ufficio federale di topografia, rätoromanisch Uffizi federal da topografia), kurz Swisstopo (Eigenschreibweise: swisstopo), ist eine Bundesbehörde der Schweizerischen Eidgenossenschaft. Das Bundesamt für Landestopografie Swisstopo ist das Geoinformationszentrum der Schweiz. Swisstopo liefert Grundlagen für die Vermessung der Schweiz, erhebt die Landschaft und den Untergrund und dokumentiert sie über die Zeit. Das Bundesamt war verwaltungsmässig der Armasuisse zugeordnet und ist seit 1. März 2015 direkt dem Eidgenössischen Departement für Verteidigung, Bevölkerungsschutz und Sport VBS unterstellt. Es hat seinen Sitz in Wabern in der Gemeinde Köniz. Aussenstellen sind die Geostation bei Zimmerwald, der Flugdienst Dübendorf und das Felslabor Mont Terri in St-Ursanne.

## Auftrag
Das Bundesamt für Landestopografie bietet als Kompetenzbereich des Bundes räumliche Referenzdaten und daraus abgeleitete Produkte von hoher Qualität an. Die gesetzliche Grundlage für die Arbeiten von Swisstopo bildet das Geoinformationsgesetz. Neben der Herstellung der Produkte leitet Swisstopo die Koordination der Geoinformation und Geologie auf Bundesstufe und führt das militärgeografische Institut. Swisstopo hat die Oberaufsicht über die amtliche Vermessung und den Kataster der öffentlich-rechtlichen Eigentumsbeschränkungen (ÖREB-Kataster) und koordiniert in Zusammenarbeit mit den Kantonen, den Gemeinden und der Privatwirtschaft die Harmonisierung der schweizerischen Geodaten.

## Die Digitalisierung der Landestopografie
Bei der Landesvermessung werden Distanzen, Winkel, Höhenunterschiede erfasst und dank zahlreichen Berechnungen zu einem Abbild verarbeitet. Dabei fallen Daten in riesigem Umfang an. Deshalb setzte man wenn immer möglich mechanische Rechenmaschinen ein (z. B. Facit Rechenmaschine, Curta-Rechenmaschine, Rechenschieber), um den Rechenaufwand zu erleichtern.
Ab den 1960er Jahren begann die Landestopografie, elektronisch zu rechnen. Dabei kamen drei Computertypen, die sich gegenseitig ergänzten, zum Einsatz. Bis 1978 berechneten zwei Hewlett-Packard-Tischrechner zahlreiche Winkelfunktionen praktisch auf Knopfdruck. Im Winter, wenn keine Feldarbeit möglich war, wanderte die HP 9100A oft dreimal täglich von Büro zu Büro. Dieser Rechner konnte «19 zwölfstellige Zahlen speichern, ‹mit einem Tastendruck jede Winkelfunktion berechnen› und 500 Additionen pro Sekunde ausführen», wie der Geodät und spätere Direktor der Swisstopo Erich Gubler 1972 festhielt.
Ab 1972 war der HP-35, der erste wissenschaftliche Taschenrechner von Hewlett-Packard, auf dem Markt. Er beherrschte die gleichen trigonometrischen Funktionen wie der ältere Tischrechner HP-9100A. Dank Taschenrechner konnten die Ingenieure ihre Messungen im Feld sofort überprüfen. Das reduzierte die aufwendigen Nachmessungen. Aber die Geräte waren nicht miteinander verbunden. Die Daten mussten von Gerät zu Gerät von Hand übertragen werden, was zu neuen Fehlerquellen führte.
Das Rechenzentrum des Eidgenössischen Militärdepartements (EMD) bot den Ingenieuren der Landestopografie eine Mitbenutzung des IBM-Grossrechners 360/50 an. Dieser konnte bei seinen aufwendigen geodätischen Berechnungen bis zu 130'000 zehnstellige Werte speichern und etwa eine Million Additionen in einer Sekunde ausführen. Weil es noch keine Verbindung von diesem Grossrechner im Rechenzentrum des EMD zu den Tischrechnern der Landestopografie gab, mussten die Ergebnisse der Tischrechner von Hand abgetippt und auf Lochkarten übertragen werden, bevor sie der Grossrechner weiter verarbeiten konnte. Die Lochkarten wurden per Post ans Rechenzentrum des EMD gesandt, und die Resultate kamen ebenfalls per Post an die Landestopografie zurück.
In den 1960er Jahren entstand mit dem Projekt RIMINI das erste digitale Höhenmodell der Schweiz. Seine Hauptaufgabe bestand darin, die Fliegerabwehr und die Radaranlagen optimal zu positionieren, so dass Tiefflieger keine Chance hatten, unerkannt zu bleiben. Das in viel Handarbeit unter Mitwirkung von WK-Soldaten erstellte digitale Höhenmodell wurde auf 540'000 Lochkarten gespeichert. Bis in die 1990er Jahre leitete auch Swisstopo digitale Geodaten aus analogen Karten ab, wie dies schon bei RIMINI erfolgt war. Um die Jahrtausendwende erfolgte die Umstellung auf den direkten Weg: Nun wurden die Geodaten direkt aus den Luftbildern abgeleitet.
Im Mai 1978 wurde der hochmoderne Rechner PRIME 400 in Betrieb genommen. Er war über ein PTT-Modem mit dem Rechenzentrum des EMD verbunden. Damit erübrigte sich das zeitraubende Hin- und Hersenden von Lochkarten und Rechenergebnissen per Post. Vor allem eröffnete der PRIME 400 neue technische Möglichkeiten.
Die in den 1980er und 1990er Jahren erstellten Höhenmodelle basierten auf Landeskarten 1:25'000. So entstanden beispielsweise das Höhenmodell DHM25 und das Landschaftsmodell VECTOR25. Ab 2008 wurden die digitalen Modelle nicht mehr wie bisher aus den Landeskarten abgeleitet, sondern die Landeskarten aus dem digitalen Modell. Im Unterschied zu den kartenbasierten Vorgängern entstand das digitale Landschaftsmodell direkt aus den Grundlagen der Luftbilder. Damit erlangte man ein topografisches Landschaftsmodell, das über 25 Millionen landschaftsprägende natürliche und künstliche Objekte umfasst und die Schweiz und das Fürstentum Liechtenstein abdeckt. Die klar abgrenzbaren Objekte wie Häuser oder Strassen verfügen über eine Präzision im Dezimeterbereich.

## Geschichte

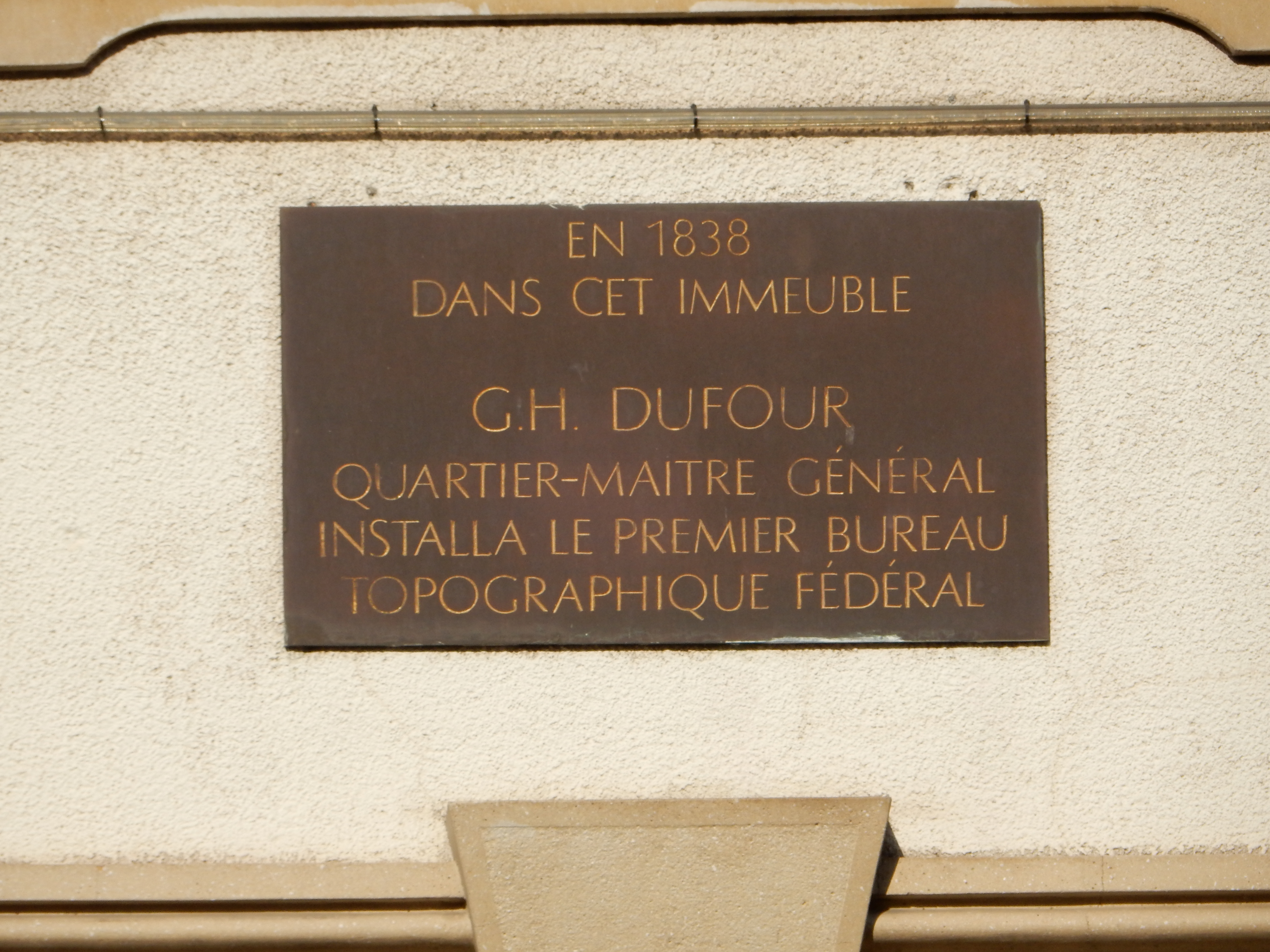
Gedenktafel in Carouge für das erste «Bureau topographique fédéral» 1838

- 1838: Der Oberstquartiermeister und spätere General der Schweizer Armee Guillaume-Henri Dufour gründet in Carouge das Eidgenössische Topographische Bureau.
- 1842–1865: Die Topographische Karte der Schweiz (Dufourkarte) im Massstab 1:100'000 wird herausgegeben.
- 1865: Das Topographische Bureau zieht von Genf nach Bern um; Hermann Siegfried wird Nachfolger von Dufour.
- ab 1865 stellt das Topographische Bureau dem Schweizer Alpen-Club seine Geodaten für Freizeitkarten zur Publikation der SAC-Jahrbücher zur Verfügung.
- 1870–1922: Der Topographische Atlas der Schweiz (Siegfriedkarte) in den Massstäben 1:25'000 und 1:50'000 wird herausgegeben.
- 1899 trat Emma Guggisberg (1879–1949) als erste namentlich erwähnte Frau eine Stelle als «Büreaugehülfin» an. In ihren 36 Karrierejahren in der Kartenverwaltung arbeitete sie sich zunächst zur Kanzlistin zweiter Klasse (1910) und schliesslich zur Kanzlistin erster Klasse (1918) hoch und übte diese Funktion bis zu ihrer Pensionierung 1935 aus.[3]
- 1901: Das Topographische Bureau wird zur eigenständigen Abteilung im Eidgenössischen Militärdepartement, wofür sich die Bezeichnung Eidgenössische Landestopographie einbürgert.
- 1919 betrug der Frauenanteil an der Eidgenössischen Landestopographie rund 7 % der Gesamtbelegschaft. Mit Ausnahme von Emma Guggisberg arbeiteten die Frauen als Hilfspersonal. Seit 2001 verdoppelte sich der Frauenanteil von 14 % auf 29 % (2021).[3]
- 1929: Karl Schneider wird zum Direktor ernannt.[4]
- 1938: Ausgabe der ersten Blätter der Landeskarte 1:50'000.
- Zwischen 1939 und 1945 wurde zum Schutze vor Spionage auf Befehl von General Guisan der Verkauf von Karten verboten.[5]
- 1941: Die Landestopographie verlegt ihren Sitz vom Berner Kirchenfeld an den heutigen Standort in Wabern bei Bern.
- 1948 tritt ein neues Regelwerk bezüglich der Schreibung von geografischen Namen in Kraft. Schweizerdeutsche Sprechformen von Flurnamen erhalten gegenüber eingedeutschten Namen Vorrang. Die Hinwendung zur Mundart macht sich in den Landeskarten deutlich bemerkbar.[6]
- 1953 vollständige Umstellung von Kupferstich auf Schichtgravur auf Glasplatte.[7]
- 1952–1979: Herausgabe der Landeskarte der Schweiz im Massstab 1:25'000. Ab 1968 verfügte die Landestopographie über ein eigenes Vermessungsflugzeug vom Typ Rockwell Grand Commander 680FL.[8]
- Zwischen 1985 und 1994 unterstützten Angestellte der Landestopografie das lesothische Department of Lands, Surveys & Physical Planning (LSPP) beim Aufbau einer eigenständigen Kartenproduktion mit zeitgemässem Gerätepark. Eine Kartografin und zwei Kartografen absolvierten zudem zwischen 1993 und 1996 einen Teil ihrer Ausbildung in Wabern. Dieses Engagement führte unter anderem zur ersten Nachführung der stark veralteten Generalkarte Lesothos (1:250'000).[9]
- 2002: L+T wird als Marke, Logo und Kurzbezeichnung durch swisstopo ersetzt; der offizielle Name Bundesamt für Landestopografie bleibt aber bestehen (seit 2005 unter Anpassung an die neue Rechtschreibung).

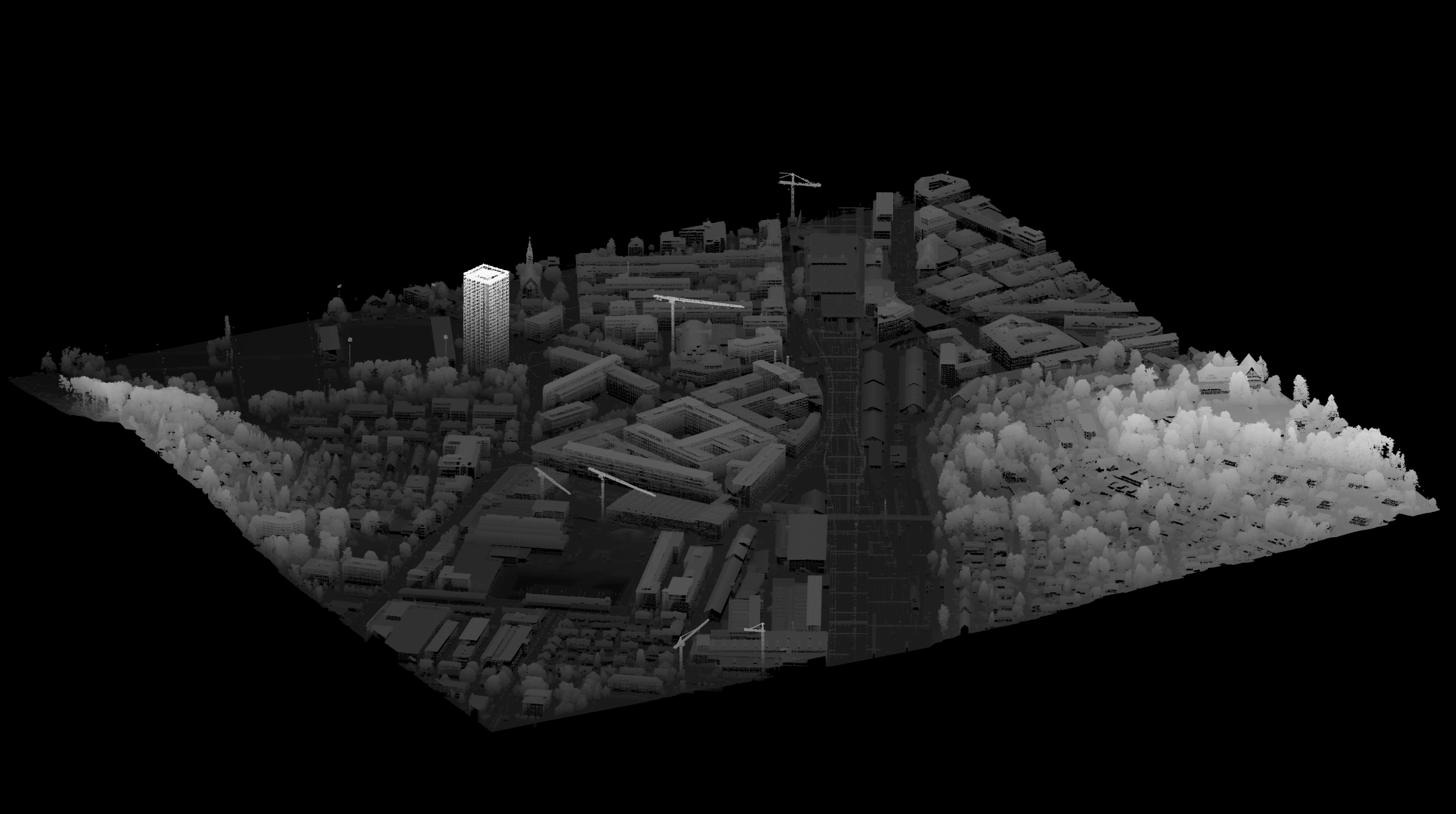
Darstellung von LIDAR-Daten von Winterthur (2018)

- 2018: Die Schweiz und das Fürstentum Liechtenstein gehören weltweit zu den ersten Ländern, die über ein flächendeckendes, dreidimensionales Gebäudemodell verfügen.[10] Nebst dem gesamten Gebäudebestand der Schweiz und des Fürstentums Liechtenstein werden auch Brücken, Strassen und Wege, Wälder, Einzelbäume, geografische Namen und der öffentliche Verkehr in 3D dargestellt.[11] Die Datenerhebung mittels LiDAR-System und die als swissSURFACE3D herausgegebenen Daten inklusive deren Nutzung werden in der detaillierten Produktinformation erklärt.[12]
- 2021: Seit dem 1. März werden alle digitalen Standardprodukte von Swisstopo kostenlos als Open Government Data zur Verfügung gestellt.[13]

## Landeskarte der Schweiz
Das Bundesamt für Landestopografie gibt amtliche topografische Karten in der folgenden Massstabsreihe heraus:
| Massstab    | Erläuterung                             | Beispiel |
| ----------- | --------------------------------------- | -------- |
| 1:10'000    | Landeskarte LK 10                       |          |
| 1:25'000    | Landeskarte LK 25                       |          |
| 1:50'000    | Landeskarte LK 50                       |          |
| 1:100'000   | Landeskarte LK 100                      |          |
| 1:200'000   | Landeskarte LK 200                      |          |
| 1:300'000   | Generalkarte (Verkleinerung der LK 200) |          |
| 1:500'000   | Landeskarte LK 500                      |          |
| 1:1'000'000 | Landeskarte LK 1000                     |          |

## Personalbestand ab 2007
| Jahr | Vollzeitstellen |
| ---- | --------------- |
| 2007 | 240             |
| 2008 | 253             |
| 2009 | 258             |
| 2010 | 273             |
| 2011 | 288             |
| 2012 | 297             |
| 2013 | 301             |
| 2014 | 309             |
| 2015 | 322             |
| 2016 | 323             |
| 2017 | 314             |
| 2018 | 308             |
| 2019 | 312             |
| 2020 | 317             |
| 2021 | 318             |
| 2022 | 315             |
| 2023 | 330             |
| 2024 | 335             |